# Manitou River (Manitoulin)
Der Manitou River ist der Abfluss des Lake Manitou. Er ist der längste Fluss auf der kanadischen Insel Manitoulin sowie der längste Fluss auf einer Binneninsel.
Aufgrund seines Fischreichtums ist er ein beliebtes Ziel für den Fischereitourismus. Der Fluss ist Laichgebiet für mehrere Lachsarten, z. B. Königslachs, Chinook Salmon, Buckellachs, Silberlachs, für Regenbogenforellen und Bachforellen sowie für Hechte und verschiedene Barscharten.